# 羅莎莉 (多米尼克)
羅莎莉（英語：Rosalie）是加勒比海島國多米尼克聖戴維區的一个村莊，也是該區的首府，位於該島東海岸，羅莎莉灣北端，靠近羅莎莉河口，海拔高度75米，2001年人口828人。
1. ↑  Commonwealth of Dominica, Population and Housing Census — 2001. Roseau, Dominica: Central Statistical Office, Ministry of Finance and Planning, Kennedy Avenue, 2001.